# 이재원 (2002년 5월)
이재원(한국 한자: 李在原, 2002년 5월 5일 ~ )은 대한민국의 축구 선수로, 포지션은 중앙 수비수다. 현재 울산 현대에서 천안 시티로 임대되어 뛰고있다.